# Stazione di San Mommè
La stazione di San Mommè è una fermata ferroviaria posta sulla linea Pistoia-Bologna, costruita per servire la località di San Mommè, piccola frazione montana del comune di Pistoia.

## Caratteristiche
Stazione di piccola importanza, costruita per favorire il turismo, all'epoca fiore all'occhiello della Montagna Pistoiese, presenta un solo binario di circolazione, rendendo impossibile l'incrocio dei convogli.

## Storia
La stazione è stata inaugurata nel 1935, e dai primi anni novanta, con l'installazione del sistema di controllo automatico, è impresenziata.

## Movimento
Il numero di passeggeri che ogni giorno fruisce della stazione è pari a 23 unità (2010).